# Nasale linguolabiale
La nasale linguolabiale è una consonante dell'alfabeto fonetico internazionale rappresentata con due possibili simboli, <n̼> oppure <m̺>. Non è presente in lingua italiana. Come tutte le consonanti linguolabiali, si tratta di un suono estremamente raro e che si verifica in pochissime lingue.

## Caratteristiche
La consonante nasale linguolabiale presenta le seguenti caratteristiche:
- il modo di articolazione è occlusivo, perché questo fono è dovuto all'occlusione del canale orale (la bocca) seguita da un brusco rilascio (esplosione). Dal momento che la consonante è anche nasale, il flusso d'aria bloccato è reindirizzato attraverso il naso.
- il luogo di articolazione è linguolabiale, il che significa che è articolata con la lingua in contatto con il labbro superiore.
- è una consonante sonora, in quanto questo suono è prodotto con la vibrazione delle corde vocali.

## Occorrenza

### Lingua araki
In lingua araki tale fono è rappresentato con la grafia <m̈> come nella parola "m̈isi" [n̼isi], "ancora".